# Николаевская волость (Сумский уезд)
Николаевская волость — административно-территориальная единица Сумского уезда Харьковской губернии в составе Российской империи. Административный центр — село Николаевка.
В состав волости входило 552 дворов в 11-и поселениях 11-и сельских общин.
Всего в волости проживало 1653 человек мужского пола и 1551 — женского. Крупнейшие поселения волости по состоянию на 1914 год:
- село Николаевка — 2302 жителей;
- село Окня (Кекино) — 1500 жителей;
- село Скляровка — 1673 жителей.

Старшиной волости являлся Афанасий Иванович Иванченко, волостным писарем был Иван Трифонович Кривцов, председателем волостного суда — Федор Иванович Могиленко.